# Judo op de Olympische Zomerspelen 2024
Judo is een van de sporten die beoefend werd op de Olympische Zomerspelen 2024 in Parijs, Frankrijk. De wedstrijden vonden plaats van 27 juli tot en met 3 augustus 2024 in het Grand Palais Éphémère in het Champ-de-Mars-park van Parijs. 

## Kwalificatie
Aan het toernooi namen 372 judoka's deel, 186 vrouwen en 186 mannen. Daaronder vallen veertien judoka's uit het gastland en vijftien judoka's die na afloop van de kwalificatieperiode door de Olympische tripartitecommissie in samenspraak met de Internationale Judo Federatie (IJF) worden uitgenodigd. Voor elk NOC geldt een maximum van één deelnemer per gewichtsklasse.
Gedurende de kwalificatieperiode, die van 24 juni 2022 tot 23 juni 2024 loopt, konden judoka's in verschillende judotoernooien kwalificatiepunten verzamelen. Zowel bij de mannen als bij de vrouwen zijn per gewichtsklasse de eerste zeventien judoka's van de geschoonde wereldranglijst direct geplaatst voor de Spelen. De resterende quotaplaatsen werden via continentale kwalificatie toegewezen, op basis van de geschoonde wereldranglijst. Afrika kreeg twaalf quotaplaatsen toebedeeld zowel voor de mannen als de vrouwen, Amerika tien voor de mannen en elf voor de vrouwen, Azië tien voor zowel de mannen als de vrouwen, Europa dertien voor de mannen en twaalf voor de vrouwen en Oceanië vijf zowel voor de mannen als de vrouwen. Een land kan maximaal één startbewijs ontvangen via de continentale kwalificatie. Peildatum van de wereldranglijst is 25 juni 2024. Na afloop van de kwalificatieperiode worden de resterende startbewijzen vergeven aan die landen die geen of weinig quotaplaatsen hebben bemachtigd. Wanneer in een gewichtsklasse meerdere judoka's uit een land hoger op de wereldranglijst staan dan de geschoonde nummer zeventien, dan zal het NOC van dat land bepalen welke judoka dit startbewijs ontvangt.

## Programma
De mannen en vrouwen kwamen elk uit in zeven gewichtsklassen.
| Gewichtsklasse           | Gewichtsklasse           | Datum       | Datum       | Datum       | Datum       | Datum       | Datum       | Datum       | Datum  | Datum |
| Mannen                   | Vrouwen                  | 27 juli     | 28 juli     | 29 juli     | 30 juli     | 31 juli     | 1 aug.      | 2 aug.      | 3 aug. | Tot.  |
| ------------------------ | ------------------------ | ----------- | ----------- | ----------- | ----------- | ----------- | ----------- | ----------- | ------ | ----- |
| –60 kg                   | –48 kg                   | Goud · Goud |             |             |             |             |             |             |        | 2     |
| –66 kg                   | –52 kg                   |             | Goud · Goud |             |             |             |             |             |        | 2     |
| –73 kg                   | –57 kg                   |             |             | Goud · Goud |             |             |             |             |        | 2     |
| –81 kg                   | –63 kg                   |             |             |             | Goud · Goud |             |             |             |        | 2     |
| –90 kg                   | –70 kg                   |             |             |             |             | Goud · Goud |             |             |        | 2     |
| –100 kg                  | –78 kg                   |             |             |             |             |             | Goud · Goud |             |        | 2     |
| +100 kg                  | +78 kg                   |             |             |             |             |             |             | Goud · Goud |        | 2     |
| gemengde landenwedstrijd | gemengde landenwedstrijd |             |             |             |             |             |             |             | Goud   | 1     |
| Totaal                   | Totaal                   | 2           | 2           | 2           | 2           | 2           | 2           | 2           | 1      | 15    |

## Medailles

### Medaillewinnaars
Mannen
| Onderdeel            | Goud | Goud             | Zilver | Zilver             | Brons   | Brons                                        |
| -------------------- | ---- | ---------------- | ------ | ------------------ | ------- | -------------------------------------------- |
| Extra licht (-60 kg) | KAZ  | Yeldos Smetov    | FRA    | Luka Mkheidze      | JPN ESP | Ryuju Nagayama Francisco Garrigós            |
| Half licht (-66 kg)  | JPN  | Hifumi Abe       | BRA    | Willian Lima       | KAZ MDA | Gusman Kyrgyzbayev Denis Vieru               |
| Licht (-73 kg)       | AZE  | Hidayet Heydarov | FRA    | Joan-Benjamin Gaba | JPN MDA | Soichi Hashimoto Adil Osmanov                |
| Half midden (-81 kg) | JPN  | Takanori Nagase  | GEO    | Tato Grigalasjvili | KOR TJK | Lee Joon-hwan Somon Makhmadbekov             |
| Midden (-90 kg)      | GEO  | Lasja Bekaoeri   | JPN    | Sanshiro Murao     | FRA GRE | Maxime-Gaël Ngayap Hambou Theodoros Tselidis |
| Half zwaar (-100 kg) | AZE  | Zelym Kotsoiev   | GEO    | Ilia Sulamanidze   | ISR UZB | Peter Paltchik Muzaffarbek Turoboyev         |
| Zwaar (+100 kg)      | FRA  | Teddy Riner      | KOR    | Kim Min-jong       | TJK UZB | Temur Rakhimov Alisher Yusupov               |

Vrouwen
| Onderdeel            | Goud | Goud               | Zilver | Zilver                  | Brons   | Brons                                |
| -------------------- | ---- | ------------------ | ------ | ----------------------- | ------- | ------------------------------------ |
| Extra licht (-48 kg) | JPN  | Natsumi Tsunoda    | MGL    | Bavuudorjiin Baasankhüü | FRA SWE | Shirine Boukli Tara Babulfath        |
| Half licht (-52 kg)  | UZB  | Diyora Keldiyorova | KOS    | Distria Krasniqi        | BRA FRA | Larissa Pimenta Amandine Buchard     |
| Licht (-57 kg)       | CAN  | Christa Deguchi    | KOR    | Huh Mi-mi               | JPN FRA | Haruka Funakubo Sarah-Léonie Cysique |
| Half midden (-63 kg) | SLO  | Andreja Leški      | MEX    | Prisca Awiti Alcaraz    | FRA KOS | Clarisse Agbegnenou Laura Fazliu     |
| Midden (-70 kg)      | CRO  | Barbara Matić      | GER    | Miriam Butkereit        | AUT BEL | Michaela Polleres Gabriella Willems  |
| Half zwaar (-78 kg)  | ITA  | Alice Bellandi     | ISR    | Inbar Lanir             | CHN POR | Ma Zhenzhao Patrícia Sampaio         |
| Zwaar (+78 kg)       | BRA  | Beatriz Souza      | ISR    | Raz Hershko             | FRA KOR | Romane Dicko Kim Ha-yun              |

Gemengd
| Onderdeel    | Goud | Goud | Zilver | Zilver | Brons | Brons |
| ------------ | --- | --- | --- | --- | --- | --- |
| Gemengd team | Frankrijk Shirine Boukli Joan-Benjamin Gaba Amandine Buchard Walide Khyar Sarah-Léonie Cysique Luka Mkheidze Clarisse Agbegnenou Alpha Oumar Djalo Marie-Ève Gahié Maxime-Gaël Ngayap Hambou Romane Dicko Aurelien Diesse Madeleine Malonga Teddy Riner | Frankrijk Shirine Boukli Joan-Benjamin Gaba Amandine Buchard Walide Khyar Sarah-Léonie Cysique Luka Mkheidze Clarisse Agbegnenou Alpha Oumar Djalo Marie-Ève Gahié Maxime-Gaël Ngayap Hambou Romane Dicko Aurelien Diesse Madeleine Malonga Teddy Riner | Japan Uta Abe Hifumi Abe Haruka Funakubo Soichi Hashimoto Natsumi Tsunoda Ryuju Nagayama Saki Niizoe Sanshiro Murao Miku Takaichi Takanori Nagase Aaron Wolf Rika Takayama Akira Sone Tatsuru Saito | Japan Uta Abe Hifumi Abe Haruka Funakubo Soichi Hashimoto Natsumi Tsunoda Ryuju Nagayama Saki Niizoe Sanshiro Murao Miku Takaichi Takanori Nagase Aaron Wolf Rika Takayama Akira Sone Tatsuru Saito | Brazilië Daniel Cargnin Leonardo Gonçalves Willian Lima Rafael Macedo Guilherme Schimidt Rafael Silva Larissa Pimenta Ketleyn Quadros Rafaela Silva Beatriz Souza | Brazilië Daniel Cargnin Leonardo Gonçalves Willian Lima Rafael Macedo Guilherme Schimidt Rafael Silva Larissa Pimenta Ketleyn Quadros Rafaela Silva Beatriz Souza |
| Gemengd team | Frankrijk Shirine Boukli Joan-Benjamin Gaba Amandine Buchard Walide Khyar Sarah-Léonie Cysique Luka Mkheidze Clarisse Agbegnenou Alpha Oumar Djalo Marie-Ève Gahié Maxime-Gaël Ngayap Hambou Romane Dicko Aurelien Diesse Madeleine Malonga Teddy Riner | Frankrijk Shirine Boukli Joan-Benjamin Gaba Amandine Buchard Walide Khyar Sarah-Léonie Cysique Luka Mkheidze Clarisse Agbegnenou Alpha Oumar Djalo Marie-Ève Gahié Maxime-Gaël Ngayap Hambou Romane Dicko Aurelien Diesse Madeleine Malonga Teddy Riner | Japan Uta Abe Hifumi Abe Haruka Funakubo Soichi Hashimoto Natsumi Tsunoda Ryuju Nagayama Saki Niizoe Sanshiro Murao Miku Takaichi Takanori Nagase Aaron Wolf Rika Takayama Akira Sone Tatsuru Saito | Japan Uta Abe Hifumi Abe Haruka Funakubo Soichi Hashimoto Natsumi Tsunoda Ryuju Nagayama Saki Niizoe Sanshiro Murao Miku Takaichi Takanori Nagase Aaron Wolf Rika Takayama Akira Sone Tatsuru Saito | Zuid-Korea Lee Hye-kyeong Kim Won-jin Jung Ye-rin An Ba-ul Huh Mi-mi Kim Ji-su Lee Joon-hwan Han Ju-yeop Yoon Hyun-ji Kim Ha-yun Kim Min-jong                     | |

### Medaillespiegel
| Plaats | Land         | NOC    | Goud | Zilver | Brons | Totaal |
| ------ | ------------ | ------ | ---- | ------ | ----- | ------ |
| 1      | Japan        | JPN    | 3    | 2      | 3     | 8      |
| 2      | Frankrijk    | FRA    | 2    | 2      | 6     | 10     |
| 3      | Azerbeidzjan | AZE    | 2    | 0      | 0     | 2      |
| 4      | Georgië      | GEO    | 1    | 2      | 0     | 3      |
| 5      | Brazilië     | BRA    | 1    | 1      | 2     | 4      |
| 6      | Oezbekistan  | UZB    | 1    | 0      | 2     | 3      |
| 7      | Kazachstan   | KAZ    | 1    | 0      | 1     | 2      |
| 8      | Canada       | CAN    | 1    | 0      | 0     | 1      |
| 8      | Slovenië     | SLO    | 1    | 0      | 0     | 1      |
| 8      | Kroatië      | CRO    | 1    | 0      | 0     | 1      |
| 8      | Italië       | ITA    | 1    | 0      | 0     | 1      |
| 12     | Zuid-Korea   | KOR    | 0    | 2      | 3     | 5      |
| 13     | Israël       | ISR    | 0    | 2      | 1     | 3      |
| 14     | Kosovo       | KOS    | 0    | 1      | 1     | 2      |
| 15     | Mongolië     | MGL    | 0    | 1      | 0     | 1      |
| 15     | Mexico       | MEX    | 0    | 1      | 0     | 1      |
| 15     | Duitsland    | GER    | 0    | 1      | 0     | 1      |
| 18     | Moldavië     | MDA    | 0    | 0      | 2     | 2      |
| 18     | Tadzjikistan | TJK    | 0    | 0      | 2     | 2      |
| 20     | Zweden       | SWE    | 0    | 0      | 1     | 1      |
| 20     | Spanje       | ESP    | 0    | 0      | 1     | 1      |
| 20     | Griekenland  | GRE    | 0    | 0      | 1     | 1      |
| 20     | Oostenrijk   | AUT    | 0    | 0      | 1     | 1      |
| 20     | België       | BEL    | 0    | 0      | 1     | 1      |
| 20     | China        | CHN    | 0    | 0      | 1     | 1      |
| 20     | Portugal     | POR    | 0    | 0      | 1     | 1      |
| Totaal | Totaal       | Totaal | 15   | 15     | 30    | 60     |

Tokio 1964 · 
München 1972 · 
Montréal 1976 · 
Moskou 1980 · 
Los Angeles 1984 · 
Seoel 1988 · 
Barcelona 1992 · 
Atlanta 1996 · 
Sydney 2000 · 
Athene 2004 · 
Peking 2008 · 
Londen 2012 · 
Rio de Janeiro 2016  · 
Tokio 2020 · 
Parijs 2024 · 
Los Angeles 2028 
Medaillewinnaars
Atletiek · Badminton · Basketbal · Boksen · Boogschieten · Breaking · Gewichtheffen · Golf · Gymnastiek · Handbal · Hockey · Judo · Kanovaren · Klimsport · Moderne vijfkamp · Paardensport · Roeien · Rugby · Schermen · Schietsport · Schoonspringen · Skateboarden  · Surfen · Synchroonzwemmen · Taekwondo · Tafeltennis · Tennis · Triatlon · Voetbal · Volleybal · Waterpolo · Wielersport · Worstelen · Zeilen · Zwemmen